# 賽賽
賽賽（葡萄牙語：Xai-Xai），前称若昂贝卢，莫桑比克南部的城市，也是加扎省的首府，位於林波波河注入印度洋的河口，距離首都馬普托約200公里，海拔高度9米，市內有商店、市場、餐廳、酒吧、加油站、銀行、郵局等，2007年人口116,343。

## 外部連結
- MSN Map[永久]